# Carl Ludwig (Politiker)
Ludwig Carl Ludwig, auch Ludwig Karl Ludwig (* 13. Juli 1773 in Bessungen; † 21. August 1860 in Darmstadt) war ein deutscher Richter und Politiker und Abgeordneter der 2. Kammer der Landstände des Großherzogtums Hessen. In den Ständen vertrat er konservative Positionen. 

## Familie
Ludwig Karl Ludwig war der Sohn des Oberförsters Johann Ludwig Ludwig (1725–1796) und dessen Ehefrau Johannette Ferdinande Sophie, geborene Briel. Ludwig, der evangelischen Glaubens war, heiratete am 27. März 1802 in Darmstadt in erster Ehe Charlotte Helene, geborene Ruths († 2. April 1803). Nach dem Tod der ersten Frau heiratete er am 14. Juli 1815 in Darmstadt Sophie geborene Ruths (1776–1845).
Aus der ersten Ehe gingen die Töchter Wilhelmine (1802–1882), Babette (1806–1898), die am 24. März 1828 in Darmstadt den Pfarrer in Walldorf und Groß-Umstadt Friedrich Wilhelm Frey heiratete, hervor. Kinder aus der zweiten Ehe waren:
- Friedrich Ludwig (* 1816 in Darmstadt; † 25. Januar 1835), Student der Rechte
- Julie Ludwig (1817–1896), verheiratet mit dem Hofgerichtsadvocat in Darmstadt Justus Jacob Carl Ludwig (1819–1889) und
- Carl Georg Ludwig (1826–1910), Arzt, Psychiater, Geheimer Medizinalrat

## Leben
Ludwig studierte ab 1791 Rechtswissenschaften an der Universität Gießen. Ab 1796 war er Regierungsadvokat und -prokurator in Darmstadt, wo er später Hofgerichtsadvokat wurde. Ab 1809 wirkte er als provisorischer Assessor beim Peinlichen Gericht in Darmstadt, einer Abteilung des Hofgerichts Darmstadt, und erhielt 1811 den Titel eines "Wirklichen Hofgerichtsrats". 1813 wechselte er als Richter zum Oberappellationsgericht Darmstadt. 1818 wurde er einer der ersten Richter am neu geschaffenen Provisorischen Kassations- und Revisionsgerichtshof für die Provinz Rheinhessen, dem höchsten Gericht im Großherzogtum für den Teil seines Gebietes, die Provinz Rheinhessen, in der französisches Recht galt. Der Kassationsgerichtshof hatte seinen Sitz allerdings in Darmstadt. 1835 erhielt Ludwig den Charakter eines Geheimen Oberappellationsgerichtsrates und 1845 wurde er Direktor (später Präsident) des Oberappellationsgerichtes. 1855 wurde er pensioniert.
Von 1835 bis 1841 gehörte er der Zweiten Kammer der Landstände an. Er wurde für den Wahlbezirk Starkenburg 7/Heppenheim-Fürth gewählt.